# Брештановци
Брештановци су насељено место у саставу општине Црнац у Вировитичко-подравској жупанији, Република Хрватска.

## Историја
До територијалне реорганизације у Хрватској налазили су се у саставу старе општине Ораховица.

### Други светски рат
Из села Чађавички Луг исељено је 300 домова из села Блање исељени су сви Срби (који нису поубијани), а из села Орашњака, Мартинаца, Дранице, Илмин Двора, Крченика, Жабњаче, Милановца и Брештановца исељено је око 650 Срба. Сва ова села налате се у срезу Доњи Михољац.

## Становништво
На попису становништва 2011. године, Брештановци су имали 153 становника.

## Попис1991.
На попису становништва 1991. године, насељено место Брештановци је имало 208 становника, следећег националног састава:
| Попис 1991.‍  | Попис 1991.‍  | Попис 1991.‍ | Попис 1991.‍ | Попис 1991.‍ |
| ------------ | ------------ | ----------- | ----------- | ----------- |
|              |              |             |             |             |
| Хрвати       | Хрвати       |             | 151         | 72,59%      |
| Срби         | Срби         |             | 55          | 26,44%      |
| Муслимани    | Муслимани    |             | 1           | 0,48%       |
| неопредељени | неопредељени |             | 1           | 0,48%       |
| укупно: 208  |              |             |             |             |